# Žemaitijos pienas
Žemaitijos pienas es la tercera mayor empresa de procesamiento de leche de Lituania (después de Pieno Žvaigždės y Rokiškio sūrio). Sus acciones cotizan en la Bolsa de Vilna. 
El grupo de empresas está formado por AB Žemaitijos pienas, Šilutės Rambynas y la empresa letona Muižas piens.
El 8 de febrero de 2006 Algirdas Pažemeckas, el presidente de la empresa procesadora de leche, poseía el 40,74 por ciento, seguido por el banco sueco SEB (11,29%) y Ona Šunokienė (5,87%). 
Después de la privatización en 1984-6, se constituyó como empresa privada en 1993 y se construyó una fábrica de queso. En 1995 adquirió AB Klaipėdos pienas y en 1997 AB Šilutės Rambynas. Ambas compañías se integraron completamente en el grupo. 

## Enlaces
- Sitio web oficial (en lituano)

- Datos: Q393784
- Multimedia: Žemaitijos pienas / Q393784